# 機械化 (雑誌)
国防科学雑誌『機械化』（きかいか、KIKAIKA）は、第二次世界大戦中に発行された日本の月刊誌。 昭和15年（1940年）5月に財団法人機械化国防協会が編纂し、山海堂出版部を発行元として創刊された。戦局の悪化により刊行仕様が劣化し、昭和20年（1945年）春に2月・3月の合併号を最後に休刊。終戦後、復刊されることなく発行元の解散により廃刊となった。
空想科学兵器の図解を、少年向け雑誌での空想科学イラストや戦記物の挿絵・プラモデルの箱絵（ボックスアート）などを手掛けた、小松崎茂が描いていたことで知られる。

## 歴史
財団法人機械化国防協会は、昭和12年（1937年）に設立された日本陸軍の外郭団体・機械化兵器協会を前身とし、昭和15年（1940年）に科学技術と国防教育を推進するために国と軍需産業からの供託を受けて財団法人として設立された。協会会長は『機械化兵器読本』等の著作もある退役軍人で陸軍大将の吉田豊彦が協会解散まで務めた。国防科学雑誌『機械化』は、昭和15年（1940年）5月にそれまで機械化兵器協会が刊行していた不定期雑誌『機械化兵器』を改題、月刊化する形で創刊され、昭和20年（1945年）春に休刊するまで6年弱発行された。

## 仕様
創刊号から休刊号まで、当時の一般的な雑誌サイズであるB5で発行され、表紙と口絵が四色カラー印刷、本文記事が二色印刷および一色印刷で、初期は100頁を超えていたが、末期は50頁前後と薄くなり、印刷も一色のモノクロ印刷となった。

## 概要
国防科学雑誌として、戦術とそれを支える兵器や産業技術の解説を中心に、基礎的な工業技術の説明や欧米諸国の軍事、科学、工業の説明といった教科書的な記事が多い。その他、飛行機や水陸両用戦車などの模型の作り方や空想科学小説といった娯楽読み物も連載された。また表紙や口絵、目次カット、特集記事などで、奇想天外な「未来の新案兵器」（空中航空母艦や成層圏爆撃機）を小松崎茂が中心となって描いていた。
山海堂出版部を発行元として、書籍取次（後に日本出版配給が独占配給）を経て、全国の書店に配本されたほか、陸軍省付属機関や国家総動員法に基づいて日本全国で軍需工場などに徴用された少年工員、愛国奉仕隊、女子挺身隊の寮にも配布された（本誌記載）とされるが、発行部数、配本先など詳細は不明。

## 執筆陣
挿画と図解では小松崎茂（北信吉、三村武、最上三郎などの別名義でも活動）の他、伊藤幾久造、椛島勝一、谷清美、中尾進、執筆では陸軍大臣東条英機、ドイツ陸軍少将アドルフ・フォンシェルなどの軍人の他、帝国大学の教授や産業界の技術者など幅広い執筆陣を集めた。また娯楽記事では戦前から本格的な空想科学を発表していた小説家海野十三、北村小松、後にポプラ社版『怪盗ルパン』シリーズでジュブナイル翻訳小説を書いた南洋一郎、山中峯太郎らが参加している。

## 出版一覧
- 国防科学雑誌『機械化』昭和15年 5号（ 5月号）創刊号（『機械化兵器』より改題）
- 国防科学雑誌『機械化』昭和15年 6号（ 6月号）
- 国防科学雑誌『機械化』昭和15年 7号（ 7月号）
- 国防科学雑誌『機械化』昭和15年 8号（ 8月号）
- 国防科学雑誌『機械化』昭和15年 9号（ 9月号）
- 国防科学雑誌『機械化』昭和15年10号（10月号）
- 国防科学雑誌『機械化』昭和15年11号（11月号）
- 国防科学雑誌『機械化』昭和15年12号（12月号）
- 国防科学雑誌『機械化』昭和16年 1号（ 1月号）
- 国防科学雑誌『機械化』昭和16年 2号（ 2月号）
- 国防科学雑誌『機械化』昭和16年 3号（ 3月号）
- 国防科学雑誌『機械化』昭和16年 4号（ 4月号）
- 国防科学雑誌『機械化』昭和16年 5号（ 5月号）
- 国防科学雑誌『機械化』昭和16年 6号（ 6月号）
- 国防科学雑誌『機械化』昭和16年 7号（ 7月号）
- 国防科学雑誌『機械化』昭和16年 8号（ 8月号）
- 国防科学雑誌『機械化』昭和16年 9号（ 9月号）
- 国防科学雑誌『機械化』昭和16年10号（10月号）
- 国防科学雑誌『機械化』昭和16年11号（11月号）
- 国防科学雑誌『機械化』昭和16年12号（11月臨時号）
- 国防科学雑誌『機械化』昭和16年13号（12月号）
- 国防科学雑誌『機械化』昭和17年14号（ 1月号）
- 国防科学雑誌『機械化』昭和17年15号（ 2月号）
- 国防科学雑誌『機械化』昭和17年16号（ 3月号）
- 国防科学雑誌『機械化』昭和17年17号（ 4月号）
- 国防科学雑誌『機械化』昭和17年18号（ 5月号）
- 国防科学雑誌『機械化』昭和17年19号（ 6月号）
- 国防科学雑誌『機械化』昭和17年20号（ 7月号）
- 国防科学雑誌『機械化』昭和17年21号（ 8月号）
- 国防科学雑誌『機械化』昭和17年22号（ 9月号）
- 国防科学雑誌『機械化』昭和17年23号（10月号）
- 国防科学雑誌『機械化』昭和17年24号（11月号）
- 国防科学雑誌『機械化』昭和17年25号（12月1月合併号）
- 国防科学雑誌『機械化』昭和17年25号（大東亜戦争一年回顧別冊特集）
- 国防科学雑誌『機械化』昭和18年 2号（ 2月号）
- 国防科学雑誌『機械化』昭和18年 3号（ 3月号）
- 国防科学雑誌『機械化』昭和18年 4号（ 4月号）
- 国防科学雑誌『機械化』昭和18年 5号（ 5月号）
- 国防科学雑誌『機械化』昭和18年 6号（ 6月号）
- 国防科学雑誌『機械化』昭和18年 7号（ 7月号）
- 国防科学雑誌『機械化』昭和18年 8号（ 8月号）
- 国防科学雑誌『機械化』昭和18年 9号（ 9月号）
- 国防科学雑誌『機械化』昭和18年10号（10月号）
- 国防科学雑誌『機械化』昭和18年11号（11月号）
- 国防科学雑誌『機械化』昭和18年12号（12月号）
- 国防科学雑誌『機械化』昭和19年 1号（ 1月号）
- 国防科学雑誌『機械化』昭和19年 2号（ 2月号）
- 国防科学雑誌『機械化』昭和19年 3号（ 3月号）
- 国防科学雑誌『機械化』昭和19年 4号（ 4月号）
- 国防科学雑誌『機械化』昭和19年 5号（ 5月号）
- 国防科学雑誌『機械化』昭和19年 6号（ 6月号）
- 国防科学雑誌『機械化』昭和19年 7号（ 7月号）
- 国防科学雑誌『機械化』昭和19年 8号（ 8月号）
- 国防科学雑誌『機械化』昭和19年 9号（ 9月号）
- 国防科学雑誌『機械化』昭和19年10号（10月号）
- 国防科学雑誌『機械化』昭和19年11号（11月号）
- 国防科学雑誌『機械化』昭和19年12号（12月号）
- 国防科学雑誌『機械化』昭和20年 1号 ( 1月号)
- 国防科学雑誌『機械化』昭和20年2・3号（2・3月合併号）最終号

昭和16年（1941年）11月に臨時号が12号として発行された後、12月号の号数は13号となり、以後、14号、15号と続き、昭和17年（1942年）12月の25号まで続いた。その後、月号に戻された。子細は不明であるが、開戦により「戦時会計」制度が導入され開戦から終戦までの期首期末となったものの、都合により月号に戻されたのではないかという推測がある。